# اندیس پشت رود
پشت رود یک اندیس فلزی است که در حوالی شهر بم استان کرمان قرار دارد و مادهٔ معدنی موجود در آن، مس است.سنگ میزبان این اندیس آندزیت پورفیری است و دیرینگی آن به دوران ائوسن می‌رسد. در این اندیس، پاراژنز‌های پیریت ، مالاکیت ، هماتیت، کوارتز یافت می‌شوند.